# Penicillium glaucum
Penicillium glaucum é um bolor que é utilizado na elaboração de vários tipos de queijos azuis, incluindo o queijo francês Bleu Fourme d'Ambert, Gorgonzola e Stilton.
Em 1874, o Dr. William Roberts, um médico de Manchester observou que as culturas do molde não apresentam contaminação bacteriana. Louis Pasteur iria construir sobre essa descoberta, observando que o Bacillus anthracis não iria crescer na presença do mofo Penicillium notatum relacionados. Seus poderes antibióticos foram descobertos de forma independente e testado em animais pelo médico francês Ernest Duchesne, mas sua tese em 1897 foi ignorada.
Penicillium glaucum alimenta-se apenas de isômero óptico de ácido tartárico, o que torna extremamente útil em projetos avançados de maior química na quiralidade.

## Ligação externa
- Cienciadoleite.com - Queijo azul de Minas